# Child of God
Child of God è un film del 2013 diretto da James Franco.
Si tratta dell'adattamento cinematografico, curato dallo stesso regista con Vince Jolivette, del romanzo Figlio di Dio del 1974, scritto da Cormac McCarthy.
La pellicola è stata presentata il 31 agosto 2013, in anteprima mondiale, in concorso alla 70ª edizione della Mostra internazionale d'arte cinematografica di Venezia.

## Produzione
Le riprese del film sono state effettuate nello stato della Virginia Occidentale, tra le città di Crawley, Lewisburg, Marlinton e Roncerverte.
L'attore Scott Haze, per immergersi nel ruolo di Lester Ballard, ha vissuto a Sevierville, nel Tennessee, in una baita isolata tra i boschi ed ha dormito in alcune grotte per qualche notte, arrivando a perdere anche 23 chilogrammi di peso.

## Distribuzione
Il primo teaser trailer, sceneggiato da Cormac McCarthy, viene diffuso il 28 agosto 2013, mentre il primo full trailer viene diffuso il 21 gennaio 2014.
La pellicola è stata presentata il 31 agosto 2013 in concorso alla 70ª edizione della Mostra internazionale d'arte cinematografica di Venezia. Successivamente fa parte della selezione ufficiale in concorso al Toronto International Film Festival, dove viene presentato l'8 settembre.
La pellicola è stata distribuita nelle sale cinematografiche statunitensi a partire dal 1º agosto 2014.

## Riconoscimenti
- 2013 - Mostra internazionale d'arte cinematografica di Venezia
  - In competizione per il Leone d'oro al miglior film
- 2013 - New York Film Festival
  - Candidatura per il miglior film
- 2013 - Hamptons International Film Festival
  - Miglior rivelazione a Scott Haze